# Hemigellius
Hemigellius is een geslacht van sponsdieren uit de familie van de gewone sponzen (Demospongiae).

## Soorten
- Hemigellius arcofer (Vosmaer, 1885)
- Hemigellius bidens (Topsent, 1901)
- Hemigellius calyx (Ridley & Dendy, 1886)
- Hemigellius dendrilla (Lendenfeld, 1887)
- Hemigellius duosigmata Tanita & Hoshino, 1989
- Hemigellius fimbriatus (Kirkpatrick, 1907)
- Hemigellius hartlaubi (Hentschel, 1929)
- Hemigellius izuensis (Hoshino, 1982)
- Hemigellius pachyderma Burton, 1932
- Hemigellius pilosus (Kirkpatrick, 1907)
- Hemigellius porosus (Fristedt, 1887)
- Hemigellius pumiceus (Fristedt, 1885)
- Hemigellius renieroides (Lendenfeld, 1887)
- Hemigellius stylifer (Lendenfeld, 1897)
- Hemigellius tenella (Lendenfeld, 1887)